# Colonitzacions d'Irlanda

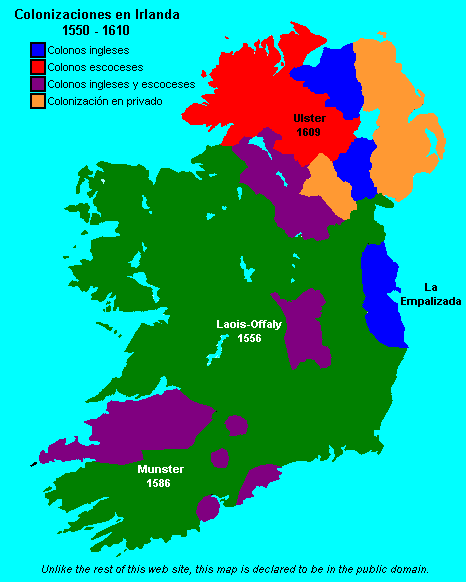
Mapa de les colonitzacions d'Irlanda de 1550–1610.

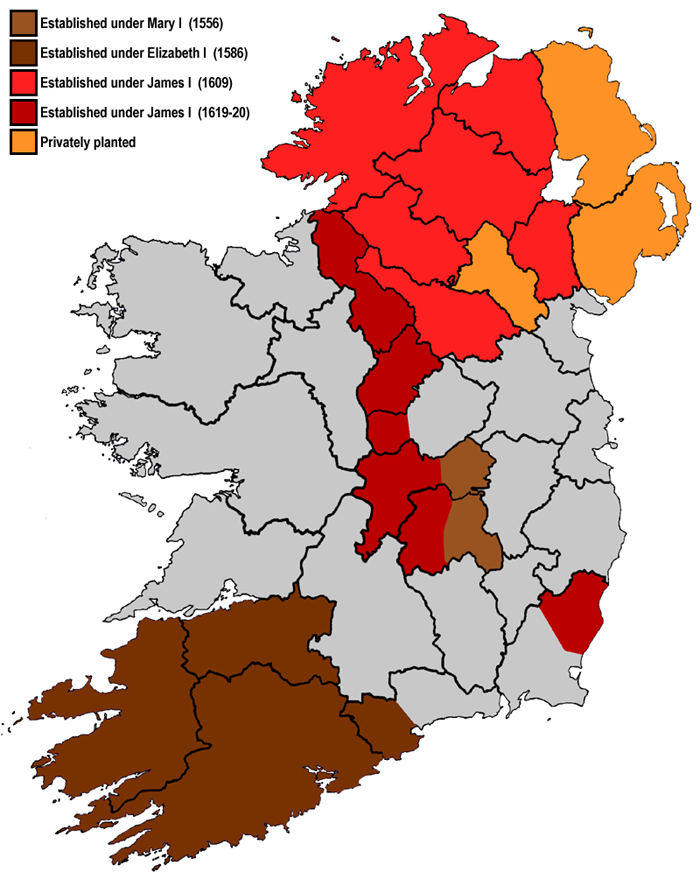
Els comtats tradicionals d'Irlanda sotmesos a les plantacions (1556-1620). Aquest mapa és un simplificat, com en el cas d'alguns comtats de la zona de terra colonitzada no cobreix la totalitat de la zona de color

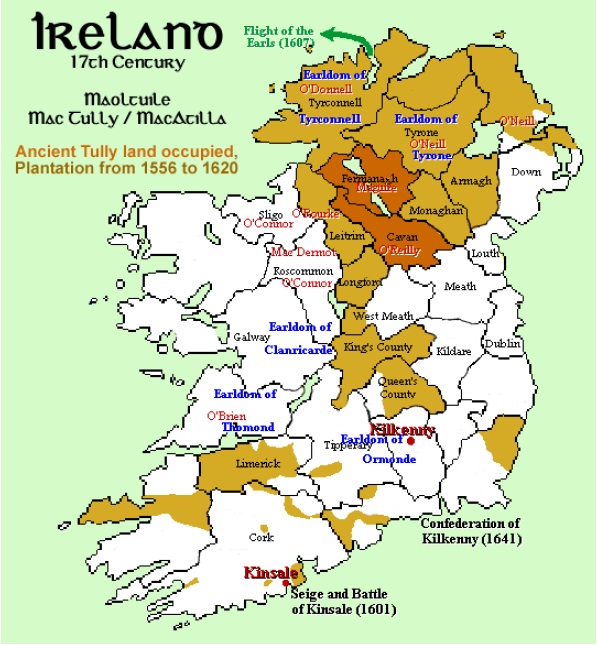
Un mapa més detallat de les àrees subjectes a colonitzacions

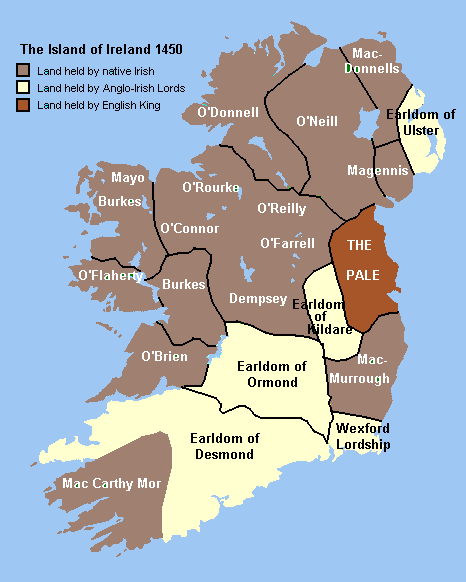
Fronteres polítiques d'Irlanda en 1450, abans de les colonitzacions

Les colonitzacions d'Irlanda (gaèlic irlandès Plandálacha na hÉireann) van tenir lloc al llarg del país durant els segles XVI i xvii, mitjançant la confiscació de les terres ocupades pels clans gaèlics i les dinasties hiberno-normandes, principalment a les províncies de Munster i Ulster. Les terres van ser concedides per la corona als colonitzadors de Gran Bretanya. El procés es va iniciar durant el regnat d'Enric VIII i va ser perllongat per Maria I i Elisabet I; no obstant això, es va accelerar sota el comandament de Jaume I, Carles I, i finalment pel comandant parlamentarista anglès Oliver Cromwell, al comandament del seu Nou Exèrcit Model.
Les primeres colonitzacions del segle XVI tenien la tendència d'estar establertes en petites colònies exemplars. Les colonitzacions posteriors es van basar en confiscacions massives de la terra pertanyent a terratinents irlandesos i la importació de grans nombres de colons procedents d'Anglaterra, Escòcia, i Gal·les.
L'última colonització oficial va ocórrer durant 1650, sota la mancomunitat anglesa d'Oliver Cromwell, i mitjançant la qual milers de soldats Parlamentaristes es van establir a Irlanda. A part de les colonitzacions, en el segle xviii es va estendre una significant migració cap a Irlanda, des de Gran Bretanya i Europa continental.
Les colonitzacions van canviar la demografia d'Irlanda pel fet que es van crear àmplies comunitats amb identitat britànica i protestant. Aquestes comunitats efectivament es van oposar als interessos dels primers habitants, els quals tenien identitat irlandesa i catòlica. La naturalesa física i econòmica de la societat irlandesa també va sofrir canvis a partir de la instauració dels nous conceptes de propietat, comerç i crèdit. Aquests canvis van causar la creació d'una nova classe governant de protestants britànics, la qual va protegir durant el segle xvii l'autoritat del govern de la corona anglesa a Irlanda.

## Primeres colonitzacions
Les primeres colonitzacions d'Irlanda van tenir lloc durant la reconquesta Tudor. El govern de Dublín tenia com a propòsit pacificar i anglicanitzar el país sota el domini anglès i incorporar als nadius de classe governant a l'aristocràcia anglesa. Irlanda hauria de convertir-se en un territori efectivament controlat per la corona, eliminant el risc de possibles rebel·lions o invasions estrangeres. D'aquesta manera, la colonització jugaria un paper important en la política exterior anglesa.
Per complir aquest objectiu, durant la primera meitat del segle xvi es van posar en pràctica dues formes de colonització. La primera es denominava colonització exemplar, mitjançant la qual petites colònies conformades per anglesos eren usades com a model de comunitats agrícoles, amb el propòsit que fossin emulades pels irlandesos. Una colònia d'aquest tipus va ser establerta a la fi dels 1560, a Kerrycruihy prop de Cork, sobre terra arrendada al comte de Desmond.
El segon tipus de colonització va marcar la tendència de la futura política anglesa a Irlanda. Era de naturalesa punitiva, ja que promovia la colonització per súbdits anglesos de terres confiscades després de la repressió de les rebel·lions. La primera amb aquest tipus d'esquema va ser la colonització en 1556 dels comtats del Rei i la Reina (actuals comtats de Offaly i Laois), cridats així en honor dels nous monarques catòlics, Felip II i Maria I respectivament. Els clans O'Moore i O'Coonor, que havien estat els habitants ancestrals d'aquella zona van assaltar la Palissada, territori dominat pels anglesos entorn de Dublín. Thomas Radclyffe, III comte de Sussex i Lord Diputat d'Irlanda va ordenar la seva expulsió i substitució per colons anglesos, però el projecte no va tenir molt èxit. Tant els O'Moore com els O'Connor es van refugiar en muntanyes i pantans i van iniciar una guerra local contra els anglesos que duraria quaranta anys. En 1578, els anglesos finalment van sotmetre i van desplaçar als O'Moore a través de la massacre de la majoria dels seus «magnífics» (famílies governants) a la muntanya Mullaghmast, Laois, on havien estat citats per negociar un tractat de pau. Rory Óg Ó Moore, el líder de la rebel·lió, també va ser capturat i assassinat a la fi d'aquest any. La incessant violència va intimidar als colons anglesos i va dificultar a les autoritats angleses la repoblació de la zona, per la qual cosa l'assentament va acabar envoltat per una sèrie de fortificacions militars.
En 1570, es va iniciar un altre procés de colonització a l'Ulster oriental. S'havia pensat colonitzar la zona (ocupada pels MacDonnell i els Clandeboy O'Neill) amb colons anglesos, perquè servís com a barrera entre els gaèlics d'Irlanda i Escòcia, i per detenir el flux de mercenaris escocesos cap a Irlanda. La conquesta d'Ulster va ser encomanada al primer comte d'Essex i a Thomas Smith. El cap dels O'Neill, Turlough Luineach O'Neill, tement un cap de pont anglesa en l'Ulster, va ajudar els seus parents O'Neill de Clandeboye, mentre que els MacDonnell d'Antrim, dirigits per Sorley Boy MacDonnell, van sol·licitar reforços a les Hèbrides Exteriors i les Terres Altes Escoceses. La colonització finalment va degenerar en sèrie d'atrocitats contra la població civil per finalment ser abandonada. Brian MacPhelim O'Neill de Clandeboye, la seva esposa i 200 homes del seu clan van ser assassinats en un festí organitzat per Essex en 1574; en 1575, Francis Drake (posteriorment vencedor de l'Armada Invencible espanyola) va ser contractat per Essex perquè participés en una expedició naval que va culminar amb la massacre de 500 persones del clan MacDonell després d'un atac sorpresa sobre l'illa Rathlin. No obstant això, segons Harry Kelsey: «El paper de Drake en la massacre és confús».

### Colonització de Munster
La colonització del Munster en els anys 1580 va ser la primera colonització massiva d'Irlanda, i es va iniciar en resposta a les rebel·lions de Desmond, després que Gerald FitzGerald, comte de Desmond es rebel·lés contra la ingerència anglesa a Munster. La dinastia Desmond va ser aniquilada després de la Segona Rebel·lió de Desmond (1579 - 1583) i les seves propietats confiscades. Aquest fet va donar l'oportunitat a les autoritats angleses de colonitzar la província amb anglesos i gal·lesos, dels quals s'esperava que servissin com a bastió per a futures rebel·lions. En 1584, una comissió dirigida per Valentine Brown, Agrimensor general d'Irlanda, va inspeccionar Munster per distribuir les terres confiscades entre els anglesos o «Undertakers» (colons rics que van importar habitants d'Anglaterra perquè treballessin en els seus nous dominis). També s'esperava que Undertakers construïssin noves ciutats i proporcionessin defensa enfront de possibles atacs futurs.
Igual que les antigues propietats dels Desmo (que s'estenien a través dels moderns comtats de Limerick, Cork, Kerry i Tipperary), els agrimensors van confiscar les terres pertanyents a altres famílies i clans que havien recolzat les rebel·lions en el sud-oest de Cork i Kerry. No obstant això, l'assentament va ser més fàcil, ja que el clan governant, els MacCarthy Mór, van argumentar que els terratinents rebels eren els seus subordinats, i que per aquesta raó la terra era realment de la seva propietat. D'aquesta manera, algunes terres van ser concedides als colons anglesos i després confiscades a causa que alguns senyors natius com els MacCarthy van apel·lar per la despossessió dels seus dependents.
Altres sectors de la colonització van ser igualment caòtics. John Popham va importar 70 habitants de Somerset, i després va descobrir que la terra ja havia estat colonitzada per un altre colon, veient-se obligat a retornar la gent que havia portat al seu lloc d'origen. No obstant això, l'àrea de colonització anglesa abastava aproximadament 500.000 acres (2.000 km²). S'esperava que l'assentament atragués a la regió a 20.000 colons, però un informe de 1589, afirmava que tan sols havien arribat a la regió 700 habitants anglesos. Si cada habitant era un cap de família, la població anglesa a Munster era d'unes 3.000 o 4.000 persones, xifra substancialment inferior a la projectada.
S'esperava que la colonització de Munster creés assentaments compactes i defensables, però de fet, els colons anglesos estaven dispersos per tota la província; especialment en els llocs on la terra havia estat confiscada. Inicialment els colons van rebre destacaments de soldats anglesos per a la seva protecció, però aquesta protecció va acabar en la dècada del 1590. Quan la Guerra dels Nou Anys va aconseguir Munster en 1598 la majoria dels colons van ser expulsats de les seves terres sense que s'iniciés un combat, refugiant-se a les ciutats fortificades de la província o fugint a Anglaterra. No obstant això, quan la rebel·lió va finalitzar (1601 - 1603), la colonització va ser novament reconstituïda pel governador de Munster, George Carew.

### Colonització de l'Ulster

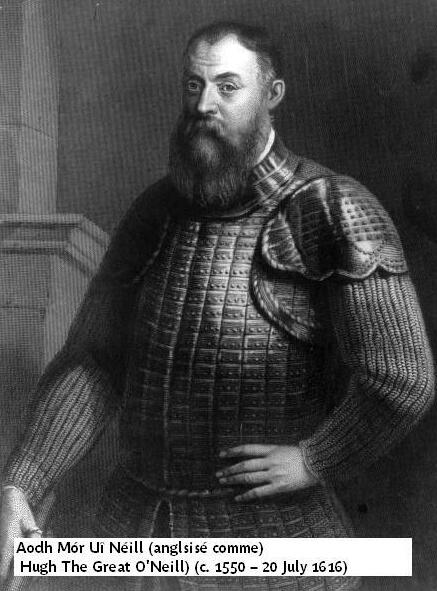
Hugh O'Neill, líder de la resistència irlandesa a l'Ulster

En 1590, abans de la Guerra dels Nou Anys, l'Ulster era la província més gaèlica d'Irlanda i l'única completament lliure del control anglès. La guerra va culminar amb la rendició dels O'Neill i O'Donell a la corona anglesa, després d'una guerra costosa i un episodi humiliant per al govern anglès instal·lat a Irlanda. D'altra banda, els termes de rendició oferts als rebels eren molt generosos, incloent la restitució de gran part de les seves antigues terres, encara que ara sota jurisdicció anglesa. No obstant això, quan Hugh O'Neill i altres nobles rebels van abandonar Irlanda en 1607 (en la denominada «Fugida dels Comtes») amb l'objectiu de demanar ajuda a Espanya per a una nova rebel·lió, el Senyor Diputat Arthur Chichester va aprofitar l'oportunitat per iniciar el procés colonitzador, declarant que O'Neill, O'Donell i els seus seguidors havien perdut definitivament les seves terres. Inicialment, Chichester va planificar una gairebé modesta colonització, incloent subvencions als senyors natius d'Irlanda que s'havien aliat als anglesos durant la guerra. No obstant això, el pla va ser interromput per la rebel·lió de Cahir O'Doherty de Donegal en 1608, antic aliat dels anglesos que se sentia injustament pagat per la seva col·laboració en la guerra. La rebel·lió va ser sufocada subtilment i O'Doherty assassinat, donant el pretext a Chichester per expropiar a tots els terratinents natius de la província.
En 1603, Jaume VI d'Escòcia es va convertir en Rei d'Anglaterra i d'Irlanda. La colonització de l'Ulster li va ser presentada com una empresa conjunta "britànica" (Anglesa i escocesa) amb l'objectiu d'apaivagar i civilitzar Ulster. D'aquesta manera, almenys la meitat dels colons serien escocesos. Sis comtats van estar involucrats en la colonització oficial, que foren: el comtat d'Armagh, el comtat de Fermanagh, el Cavan, el comtat de Derry, el comtat de Donegal i el comtat de Tyrone.

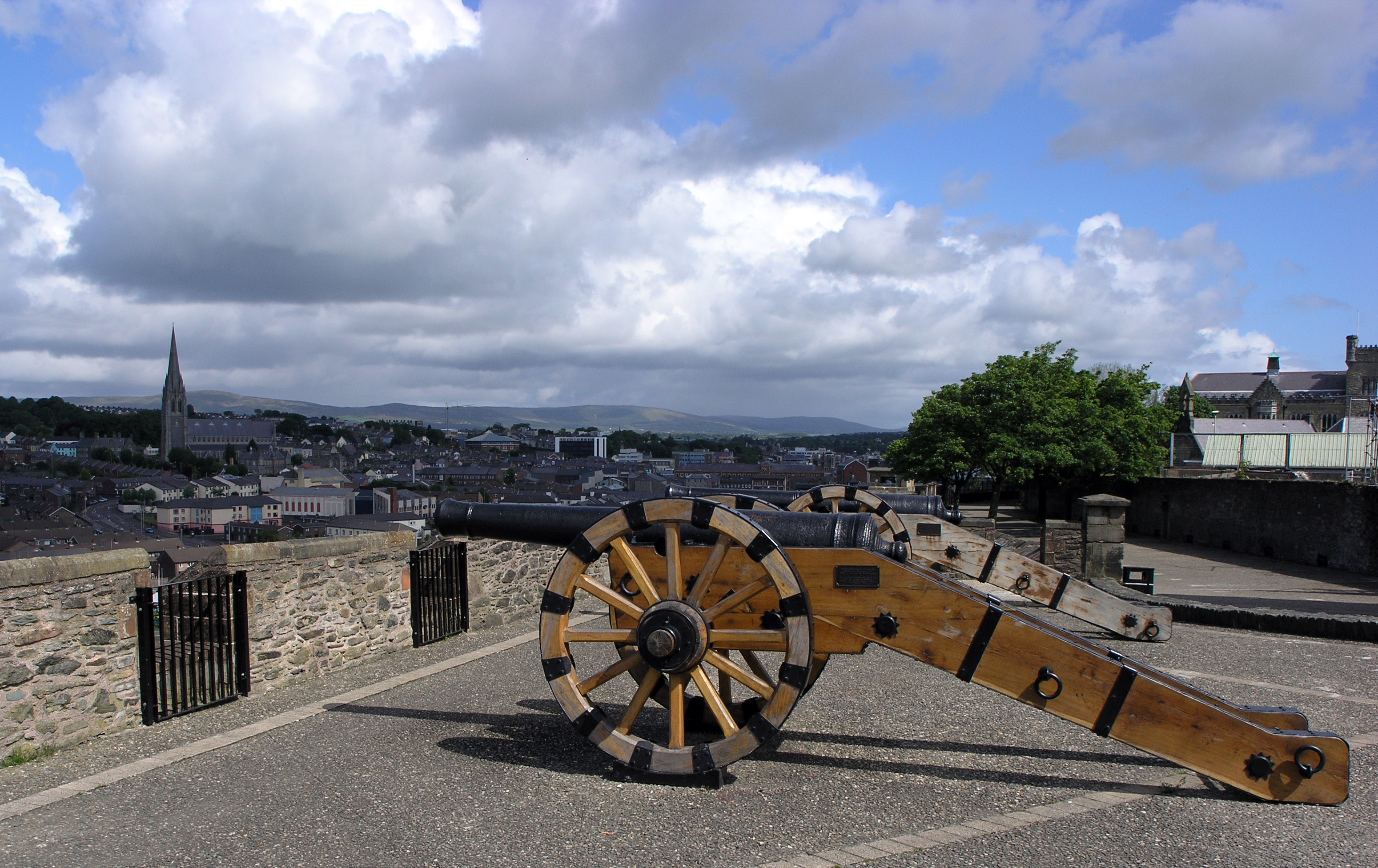
Una part de les muralles de Derry foren construïdes en 1613-1619 per tal de defensar-ne els colonitzadors.

L'esquema per a la colonització va estar determinat per dos factors. El primer establia que s'impedís la destrucció de l'assentament per la rebel·lió com havia ocorregut en la colonització del Munster. Això significava que en comptes que els colons s'establissin en zones aïllades i escampades, ara tota la terra seria confiscada i redistribuïda creant concentracions de colons britànics al voltant de les noves ciutats i fortificacions. A més, els nous terratinents tenien explícitament prohibit acceptar habitants irlandesos en els seus assentaments, amb el que haurien d'importar-los d'Anglaterra i Escòcia. Als restants terratinents irlandesos se'ls va concedir una quarta part de les terra d'Ulster i la població irlandesa ordinària va ser traslladada prop d'esglésies protestants i guarnicions militars. Així mateix, es va prohibir als colons anglesos vendre les seves terres als irlandesos.
El segon factor que va influenciar la colonització va ser la negociació entre diversos grups d'interès britànics. Els principals terratinents van ser els Undertakers o colons, que eren homes rics d'Anglaterra i Escòcia que van haver d'importar habitants dels seus propis territoris. Se li va concedir a cadascun dels colons al voltant de 3000 acres (12 km²), sota la condició que s'establissin amb un mínim de 48 homes adults (incloent a almenys 20 famílies), que havien de ser protestants de parla anglesa. No obstant això, els veterans de les guerres irlandeses, coneguts com a Servitors i liderats per Arthur Chichester, van pressionar al govern per obtenir terres al seu nom. A causa que aquests antics oficials mancaven del capital per finançar la colonització, la seva participació va ser subsidiada per la City de Londres (sector financer a Londres), i també se'ls va concedir la ciutat de Derry, rebatejada oficialment com a Londonderry i terres. El major beneficiat per les colonitzacions va ser l'església protestant d'Irlanda, a la qual se li va concedir totes les propietats de l'església catòlica, amb la intenció principal que els clergues anglesos convertissin a la població nativa al protestantisme.
La colonització va tenir un èxit irregular. En la dècada del 1630, vivien en l'Ulster 20.000 homes adults d'origen britànic, la qual cosa significava que la població total podria ascendir fins a les 80.000 persones. Els colonitzadors van formar majories poblacionals a les valls de Finn i Foyle (al voltant del Derry modern i a l'est del comtat de Donegal), al nord del comtat d'Armagh i a l'est del comtat de Tyrone. A més, hi havia un assentament substancial de terres no oficialment colonitzades al sud d'Antrim i al nord de Down, subvencionades pel terratinent escocès, James Hamilton, primer comte d'Abercom. La població colonitzadora va augmentar ràpidament, ja que la meitat dels colons eren dones, una taxa alta comparada amb la colonització espanyola de Llatinoamèrica o la colonització anglesa de Virgínia o Nova Anglaterra.
No obstant això, la població irlandesa no va ser ni destituïda o anglicanitzada. En la pràctica, els colons es van agrupar al voltant de les ciutats i les millors terres el que va obligar els terratinents anglesos a acceptar habitants irlandesos per treballar les pitjors zones, la qual cosa era contrari als termes de la colonització. En 1609, Chichester va deportar a 1300 antics soldats irlandesos de l'Ulster perquè servissin en el Exèrcit suec, però així i tot la província va romandre plagada de bandits irlandesos coneguts com a "wood-kerne", que atacaven als colons més vulnerables. L'intent de convertir als irlandesos al protestantisme va tenir poc efecte, a causa que els clergues que van ser importats per catequitzar únicament parlaven l'idioma anglès, mentre que la població nativa usualment parlava una sola llengua que era el gaèlic irlandès.

## Colonitzacions durant la dinastia Stuart (1610 - 1641)
A més de la plantació de l'Ulster, amb els Stuart es van dur a terme altres petits projectes de colonització, concretament durant els regnats de Jaume VI i Carles I.

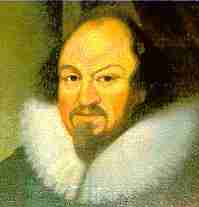
Richard Boyle, 1r comte de Cork. Boyle va aplegar gran quantitat de terres al sud d'Irlanda a començaments del.

La primera de les colonitzacions va tenir lloc al nord del Comtat de Wexford en 1610, on van ser confiscades les terres dels clans irlandesos MacMurrough-Kavanagh. Tenint en compte que la majoria de famílies terratinents d'Irlanda havien conquistat l'illa quatre-cents anys enrere, molt pocs clans irlandesos amb excepció de les famílies angleses recentment establertes posseïen títols de propietat legals sobre les seves terres. Per obtenir-los, aquestes famílies van ser forçades a pagar una penalització que ascendia a la quarta part de les seves terres. Aquesta política va ser emprada contra els Kavanaghs de Wexford i posteriorment contra uns altres, amb l'objectiu de dividir les propietats de l'església catòlica irlandesa (especialment les gaèliques) que es trobaven al voltant del país. Després de l'assentament de Wexford, va haver-hi altres petites colonitzacions a Laois, Offaly, Longford, Leitrim, i en el nord de Tipperary.

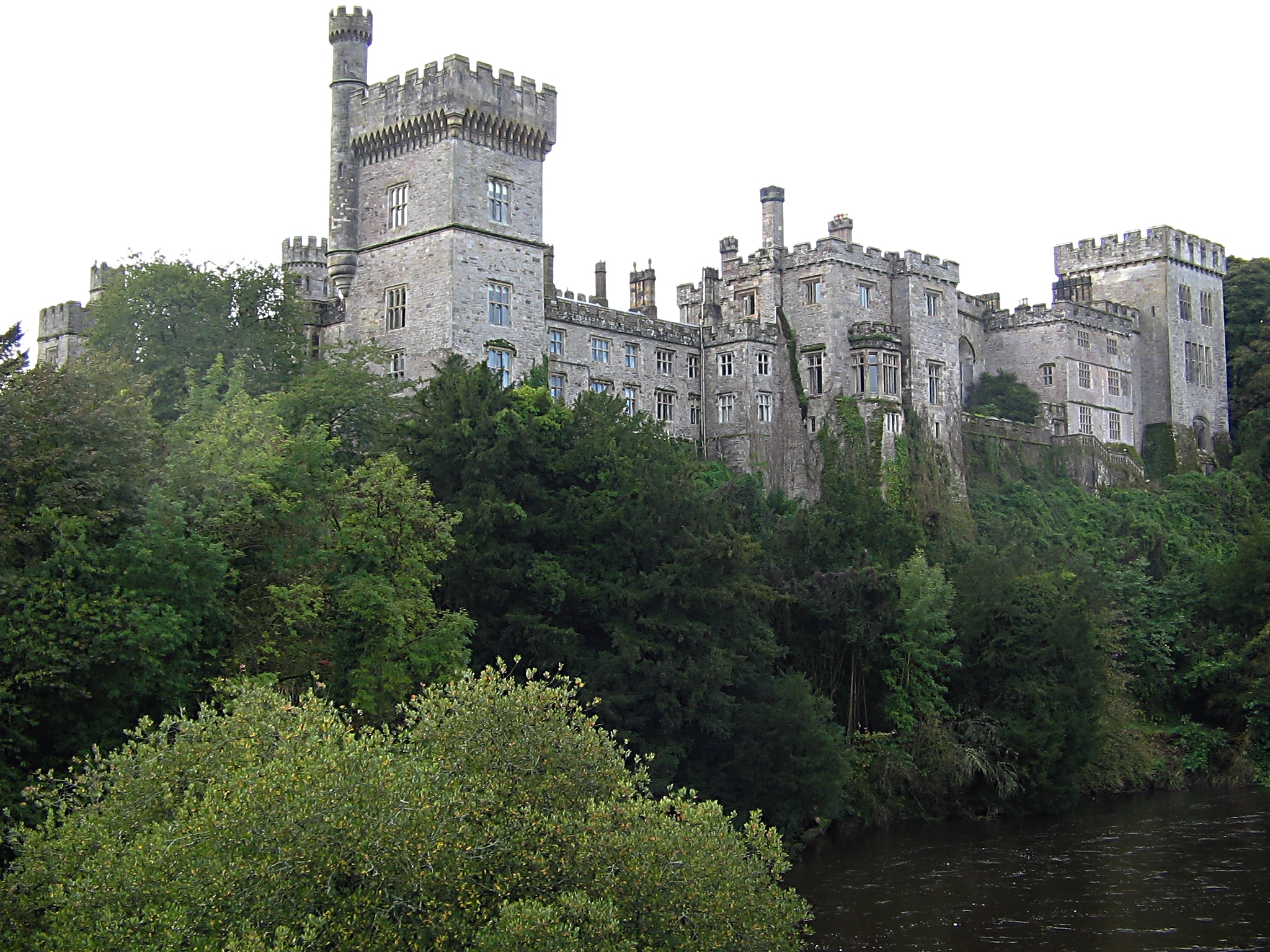
Castell de Lismore, comtat de Waterford, adquirit per Boyle i convertit de fortalesa en residència senyorial

Com a exemple de la seva política exterior, en 1621 el rei Jaume I va reclamar el territori conformat per l'Alt Ossory al comtat de Laois i la residència pairal d'Offerlane. Durant un interrogatori dut a terme en Maryborough, Jaume I va exigir el seu dret a rebre l'herència real provinent de la família de Clare i va instituir una colonització de la zona en 1626. John FitzPatrick, Baró d'Upper Ossory, va refusar lliurar la casa pairal de Castletown als colonitzadors. En 1537, el seu avantpassat Brian MacGiollapadraig, va acordar el lliurament de Upper Ossory a Enric VIII, que la hi va retornar sota la llei anglesa de 1541, sent investit com a Baró d'Upper Ossory. Després de la mort de John FitzPatrick en 1626, el seu fill Florence va continuar oposant-se a l'ocupació de les seves terres, encara que finalment els FitzPatrick van ser forçats a lliurar part de les seves propietats. A Laois i Offally, les colonitzacions Tudor van consistir en l'establiment d'una cadena de guarnicions militars, però l'ambient més pacífic de la colonització del segle xvii va atreure nombrosos terratinents, habitants i treballadors. Alguns colons destacats durant aquest període en Leinster van ser Charles Coote, Adam Loftus i William Parsons.
La primera meitat del segle xvii va ser pacífica a Munster, i milers de colons anglesos i gal·leses es van establir a la província. Durant aquest període va haver-hi diverses colonitzacions petites a Munster, a mesura que els lords irlandesos van ser penalitzats amb el lliurament d'un terç de les seves propietats a canvi que les escriptures de propietat de la resta de les seves terres obtinguessin el reconeixement de les autoritats angleses. Els colons es van concentrar en ciutats en la costa sud, especialment en Youghal, Bandon, Kinsale i Cork. Alguns colons famosos de la colonització de Munster van ser Walter Raleigh, Edmund Spenser i Richard Boyle, comte de Cork. Especialment Boyle va pastar una gran fortuna provinent de les terres irlandeses i del desenvolupament agrícola i industrial que hi va promoure.
Els irlandesos catòlics de classe alta van ser incapaços de detenir les contínues colonitzacions a Irlanda en haver estat exclosos de les funcions públiques, convertint-se en 1615 en una minoria al Parlament Irlandès, a causa de la creació de pocket boroughs o assentaments conformats per una majoria d'habitants protestants. No obstant això, en 1625 van aconseguir interrompre temporalment les confiscacions de propietats irlandeses, en acordar el pagament de la guerra d'Anglaterra contra Espanya i França.

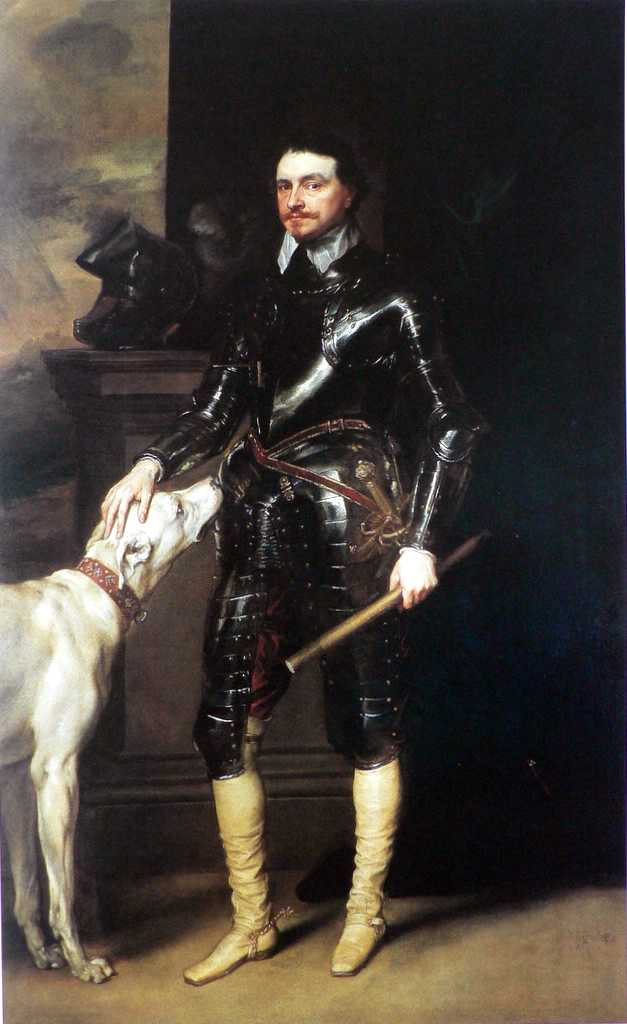
Thomas Wentworth, que va planejar una gran confiscació de terres de propietat catòlica a la fi de 1630

A part de les colonitzacions, milers de colons independents van arribar a Irlanda a principis dels anys 1600 des dels Països Baixos, França, i Gran Bretanya. Molts es van convertir en arrendataris de terratinents irlandesos; uns altres es van establir en ciutats (especialment Dublín), exercint particularment com a banquers i financers. En 1641 s'estimava que hi havia fins a 125.000 colons protestants a Irlanda, per bé que encara eren superats en nombre pels nadius catòlics, en una relació aproximada de 15 a 1.
No tots els colons anglesos de principis del segle xvii eren protestants. Un nombre considerable d'anglesos catòlics es van establir a Irlanda entre 1603 a 1641, en part per raons econòmiques i en part escapant de la persecució religiosa. Això pot semblar paradoxal, però durant el regnat d'Isabel I i Jaume I, els catòlics d'Anglaterra van sofrir un alt grau de persecució en comparació als catòlics d'Irlanda. A Anglaterra, els catòlics eren minoria enfront dels protestants, i vivien amb constant por a ser traïts pels seus compatriotes. No obstant això, a Irlanda podien barrejar-se amb la població catòlica local, alguna cosa que no era possible a Anglaterra. Els colons catòlics anglesos es van establir principalment en el comtat de Kilkenny, conformant possiblement la meitat de tots els colons britànics que van arribar a aquesta localitat. D'aquesta manera no és sorprenent que els fills i nets dels colons anglesos juguessin un paper important en la política de la Confederació de Kilkenny en 1640, i en la qual es va destacar James Tuchet, tercer comte de Castlehaven.
Les colonitzacions van estar allunyades de l'agenda política fins al nomenament de Thomas Wentworth, comte de Strafford, home de confiança de Carles I com lord diputat d'Irlanda en 1632. El treball de Wentworth consistia a recaptar fons per a Carles I i reforçar el control reial sobre Irlanda, la qual cosa significava entre altres coses més colonitzacions per recaptar diners i trencar el poder polític de la noblesa catòlica irlandesa. Wentworth va confiscar terres a Wicklow i va planificar una colonització a gran escala a Connacht, on tots els terratinents catòlics perdrien entre la meitat i una cambra de les seves propietats. Els jurats locals van ser intimidats perquè acceptessin el pla de Wentworth, i quan un grup de terratinents de Connacht es van queixar a Carles I, Wentworth va ordenar el seu empresonament. No obstant això, els assentaments es van estendre només fins al Comtat de Sligo i el Comtat de Roscommon. Posteriorment, Wentworth va inspeccionar la majoria de terratinents catòlics a Leinster amb el mateix propòsit, incloent als membres de la poderosa dinastia Butler. Els seus plans van ser interromputs per l'esclat de la guerra dels bisbes a Escòcia, que va portar a la seva execució pel parlament anglès i va provocar l'esclat de la guerra civil a Anglaterra i Irlanda. El seu qüestionament constant dels títols de propietat de les terres catòliques va ser una de les principals causes de la Rebel·lió irlandesa de 1641, i la raó que va portar a moltes de les famílies catòliques d'Irlanda a unir-se a la revolta.

## Rebel·lió irlandesa de 1641
Vegeu també Rebel·lió irlandesa de 1641 i Guerres confederades d'Irlanda
A l'octubre de 1641, després d'una mala collita i un clima polític amenaçador, Phelim O'Neill va impulsar la rebel·lió, esperant rectificar diverses de les queixes dels terratinents catòlics irlandesos. No obstant això, una vegada que la rebel·lió estava en procés, el ressentiment dels nadius irlandesos de l'Ulster es va desbordar causant atacs indiscriminats a la població de colons, en el que es coneixeria com la Rebel·lió irlandesa de 1641. Els catòlics irlandesos van atacar les colonitzacions al voltant de l'illa, però especialment a Ulster. Els escriptors anglesos de l'època van estimar que va haver-hi sobre 100.000 víctimes protestants i William Petty, en la seva recerca de 1650 va calcular la mort de prop de 30.000 persones. No obstant això, recerques més recents basades en la revisió profunda de les deposicions dels refugiats protestants que van ser recol·lectades en 1642, proposen la xifra de 4.000 colons assassinats directament i sobre 12.000 persones que van poder haver mort de malaltia o privació després d'haver estat expulsats de les seves terres.
Els irlandesos catòlics van formar el seu propi govern, la Irlanda confederada, amb l'objectiu de lluitar en guerres posteriors, negociar amb Carles I i entre altres coses posar fi a les colonitzacions i també aconseguir una parcial revocació de les ja existents. Els següents deu anys van estar plagats de conflictes sagnants entre els blocs rivals (ètnics i religiosos) al llarg d'Irlanda, fins que finalment els irlandesos van ser derrotats i el país va ser ocupat pel Nou Exèrcit Model en la Conquesta d'Irlanda per Cromwell durant el període de 1649 a 1653.
La província d'Ulster va ser la que va rebre el pitjor cop, a causa de la nombrosa pèrdua de vides civils i el desplaçament massiu dels seus habitants. Les atrocitats comeses per tots dos bàndols van enverinar les relacions entre els colons i les comunitats natives de la província. A pesar que la pau va ser finalment restaurada a Ulster, les ferides obertes per les colonitzacions i els anys de guerres civils van trigar a sanar i podria dir-se que encara avui dia estan latents a Irlanda del Nord.
En la rebel·lió de 1641, la colonització de Munster va ser temporalment destruïda, de la mateixa forma que va ser abatuda durant la Guerra dels Nou Anys. Munster va presenciar deu anys de combats entre els nadius catòlics irlandesos i els colonitzadors i els seus descendents. No obstant això, les divisions ètniques i religioses van ser menys austeres a Munster que a Ulster. Alguns dels primers colons anglesos en Munster van ser catòlics, raó per la qual un nombre considerable dels seus descendents es van aliar amb els irlandesos en 1640. En canvi, alguns nobles irlandesos que s'havien convertit al protestantisme, com el comte Inchiquinn, es van aliar amb la comunitat de colons anglesos.

## Colonització per Cromwell

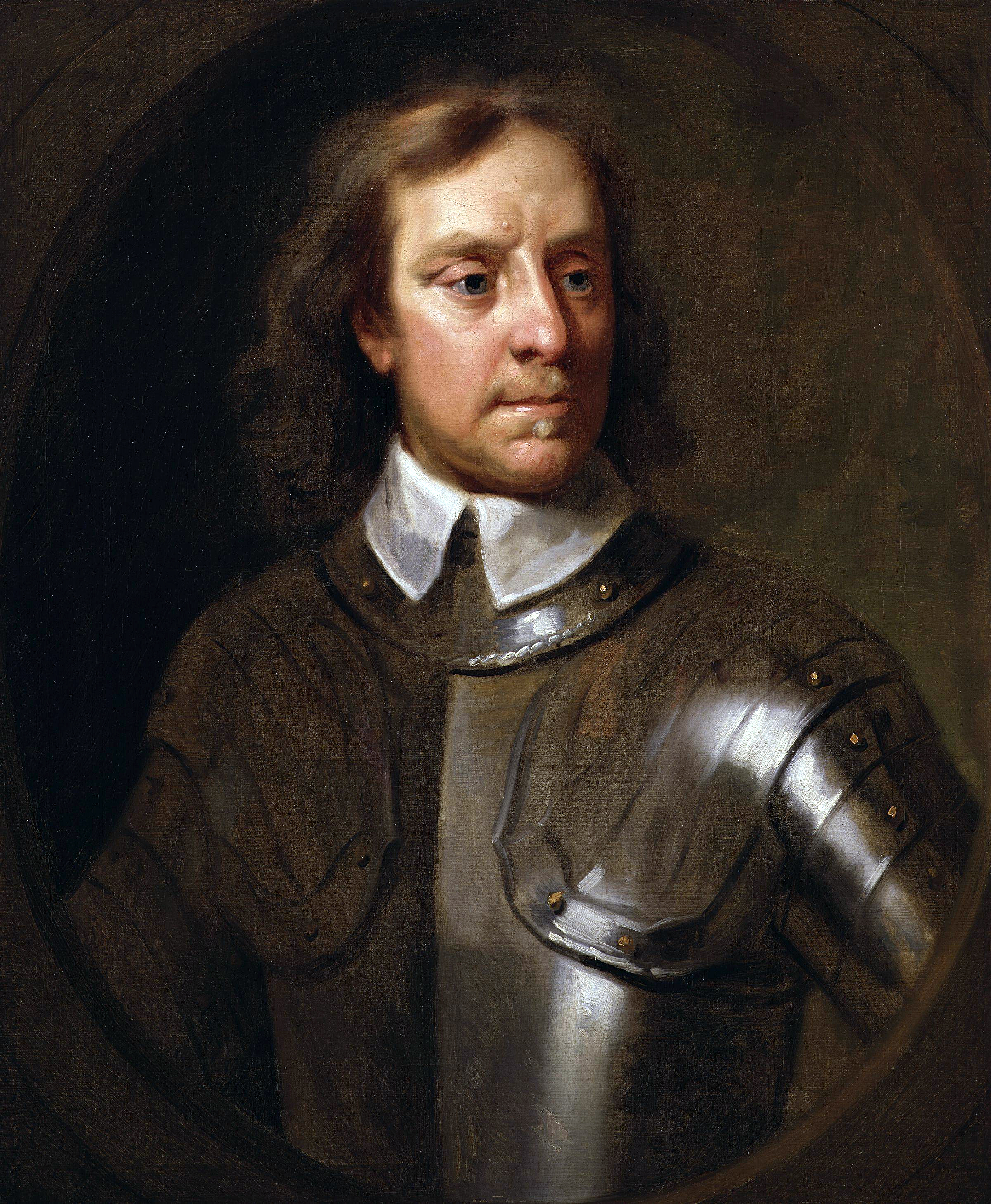
Oliver Cromwell, sota el qual la Commonwealth confiscà més terres catòliques

Els irlandesos confederats havien posat les seves esperances en la victòria reialista durant les Guerres de les Tres Nacions, amb l'objectiu que poguessin citar la seva lleialtat a Carles I i forçar-ho a acceptar les seves demandes, incloent la tolerància al catolicisme, l'autonomia irlandesa i que es posés una fi a la política de colonització. No obstant això, l'exèrcit reialista de Carlos I va ser derrotat en la Revolució anglesa pels parlamentaristes sota el comando de Oliver Cromwell, els quals es van comprometre a reconquistar Irlanda i a castigar els responsables de la rebel·lió de 1641. Cromwell va arribar a Irlanda amb el Nou Exèrcit Model i la conquesta va ser completada al voltant de 1652. Seguidament, el parlament anglès públic termes punitius de rendició per als catòlics i reialistes a Irlanda, els quals incloïen la confiscació massiva de tota les terres pertanyents als catòlics.
Cromwell va mantenir capturats a tots els catòlics irlandesos responsables de la rebel·lió de 1641 i va manifestar que bregaria amb ells d'acord amb els seus respectius mèrits, la qual cosa significava en el pitjor dels casos sancionis diferents d'execució, i també una confiscació parcial de les terres que va arribar a incloure a aquells que no van participar en les guerres. El Parlament llarg es va comprometre a la confiscació massiva de terres a Irlanda a partir de 1642, any en el qual es va aprovar l'Acta dels Aventurers, la qual va augmentar els préstecs de garantia de les terres dels rebels irlandesos que van ser confiscades. L'Acta d'Establiment d'Irlanda de 1652, va instituir que qualsevol que hagués lluitat contra el parlament perdria les seves terres, i fins i tot aquells que no van participar van perdre tres quartes parts de les seves terres, sent després compensats amb alguns dominis a Connacht. En la pràctica, els protestants que van lluitar en el bàndol dels «Realistes» van evitar la confiscació per mitjà del pagament de multes al règim de la mancomunitat, però els irlandesos catòlics que eren terratinents van ser completament destruïts. D'alguna manera, la qual cosa Cromwell havia aconseguit va ser la conclusió lògica del procés de colonització.
La confiscació va ser complementada amb el «Civil Survey», que va ser un cadastre que es va realitzar durant 1654 a 1656, i on es van recol·lectar els registres de propietat de les terres irlandeses. El propòsit d'aquesta inspecció era assegurar la informació sobre el lloc, classe, valor i propietat de les terres l'any 1641, abans que esclatés la rebel·lió. En tots els vint-i-set comtats irlandesos es van realitzar inspeccions i un registre detallat de cadascun. Des de 1655 fins a 1656 es va delegar al cartògraf William Petty la realització del «Down Survey», un mapa topogràfic d'Irlanda on s'especificava la ubicació de la terra confiscada als nadius irlandesos, i que contenia la informació que havia estat prèviament detallada en el «Civil Survey».
Més de 12 000 veterans del Nou exèrcit model van rebre terres a Irlanda en lloc dels seus sous, a causa que la Mancomunitat d'Anglaterra no els va poder pagar. Molts d'ells van vendre la seva cessió de terreny a altres protestants en comptes de romandre en la Irlanda devastada per la guerra, però així i tot 7 500 soldats es van establir al país. A aquests se'ls va demanar que mantinguessin les seves armes perquè actuessin com a milícia de reserva en cas de futures rebel·lions. Juntament amb els «Merchant Adventurers», possiblement més de 10 000 parlamentaristes es van establir a Irlanda després de les rebel·lions. La majoria eren homes solters, per la qual cosa molts van contreure matrimoni amb dones irlandeses, a pesar que estava prohibit fer-ho. D'aquesta manera, alguns dels soldats de Cromwell es van integrar en la societat catòlica irlandesa. A part dels parlamentaristes, milers de soldats covenanters escocesos que havien estat apostats a Ulster durant la guerra es van establir aquí permanentment després que aquesta finalitzés.
Alguns parlamentaristes van proposar que tots els irlandesos havien de ser deportats a l'oest del Shannon i ser reemplaçats per colons anglesos. Però això hagués requerit centenars de milers de colons anglesos desitjosos d'establir-se a Irlanda, nombre d'aspirants que no existia. D'aquesta manera, el que realment va succeir va ser que es va crear la classe terratinent de britànics protestants, els quals governaven sobre els arrendataris catòlics irlandesos. Una minoria dels terratinents que havien pertangut a l'exèrcit de Cromwell eren els soldats parlamentaristes o creditors. La majoria d'ells eren colones protestants abans de la guerra, que van aprofitar l'oportunitat d'obtenir terres confiscades. Abans de les guerres, els catòlics posseïen el 60% de la terra d'Irlanda. No obstant això, durant el període de la Mancomunitat la possessió de territori dels catòlics va caure de 8-9% i després de la restitució en la Restauració del Acta d'Establiment de 1662, va incrementar novament al 20%.
A Ulster, durant l'època de Cromwell van ser eliminats els terratinents nadius que havien sobreviscut a la colonització d'aquesta província. A Munster i Leister, les confiscacions massives de terra pertanyent als catòlics després de la conquesta d'Irlanda per Cromwell, va significar que per primera vegada els protestants anglesos van obtenir gairebé la majoria de totes les propietats irlandeses. Recerques recents han demostrat que a pesar que els nadius irlandesos de classe terratinent van ser subordinats en aquest període, mai van desaparèixer totalment, inclusivament molts dels seus membres van aconseguir desembolicar-se en el comerç o com a caps arrendataris a les terres dels seus avantpassats.

## Assentaments posteriors
Durant la resta del segle xvii, els catòlics irlandesos van intentar que l'Acta d'Establiment de Cromwell fos revertida. No obstant això, van obtenir les seves demandes breument en el regnat de Jaume II en la Guerra Guillermita d'Irlanda, però amb la derrota jacobita va començar novament una sèrie de confiscacions de terres. En els anys 1680 i 1690 va haver-hi una ona d'assentaments a Irlanda, encara que no va ocórrer una altra colonització. Els nous colons estaven composts principalment d'escocesos; dels quals 10.000 havien fugit de la fam de les terres baixes i de les regions frontereres de Escòcia per establir-se a Ulster. En aquest període de la història els protestants i la gent amb descendència escocesa (que eren en gran nombre presbiterians), es van convertir en la majoria absoluta de la població d'Ulster. Un altre grup que es va establir a Irlanda en aquesta època van ser els hugonots francesos expulsats del regne de França després de la revocació de l'Edicte de Nantes en 1685. Molts dels francesos eren antics soldats que havien lluitat en el bàndol guillermita. Aquesta comunitat es va establir principalment a Dublín, i avui dia encara es pot veure el seu cementiri comunal des del parc St. Stephen's Green.

## Resultats a llarg termini

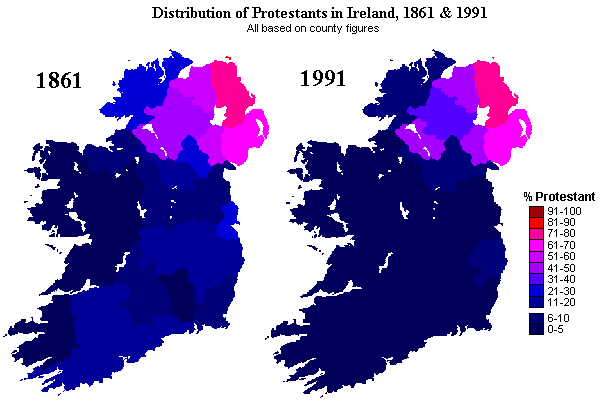
Concentració de protestants irlandesos a l'est i centre de l'Ulster.

Les colonitzacions van tenir un impacte profund a Irlanda de moltes maneres. El primer va ser la destrucció de les classes governants natives i el reemplaçament amb l'ascendència protestant, els quals eren terratinents d'origen britànic (en la seva majoria anglès). La postura dels colons anglesos va ser recolzada per les Lleis penals d'Irlanda, que negaven els drets immobiliaris als catòlics i fins a cert punt als presbiterians. El domini d'aquesta classe social sobre la vida irlandesa va persistir fins a finals del segle xviii, quan es va votar en 1800 pel Acta d'Unió amb Gran Bretanya.
La divisió d'Irlanda en la República d'Irlanda i Irlanda del Nord és el resultat dels patrons d'assentament de les colonitzacions del segle xvii. Els descendents dels colons britànics protestants àmpliament van afavorir un enllaç continu amb Gran Bretanya, mentre que els descendents dels nadius catòlics irlandesos desitjaven la independència. Al voltant de 1922, els unionistes representaven a la majoria en quatre dels nou comtats de l'Ulster, encara que no als mateixos comtats que van ser colonitzats. Conseqüentment, seguint el Tractat Angloirlandès de 1921, aquests quatre comtats (i uns altres dos on van formar una considerable minoria) van romandre en el Regne Unit per formar Irlanda del Nord. El nou estat que es va establir tenia una minoria catòlica, alguns dels quals al·legaven ser descendents directes d'aquells que van ser desposseïts durant les colonitzacions. Per tant, el conflicte d'Irlanda del Nord és en certa manera la continuació del conflicte que va sorgir durant les colonitzacions.
Les colonitzacions també van causar un gran impacte cultural. La cultura gaèlica irlandesa va ser aïllada i l'idioma irlandès va ser reemplaçat per l'anglès, el qual es va convertir en el llenguatge de poder i negocis. A pesar que en 1700, l'irlandès continuava sent l'idioma majoritari a Irlanda, l'anglès era l'idioma dominant al parlament, les corts i el comerç. Als dos segles següents se suposava que l'idioma natiu avançaria cap a l'oest a través del país fins que de sobte l'irlandès va col·lapsar després de la Gran fam irlandesa de 1840.
Finalment, les colonitzacions van alterar radicalment l'ecologia d'Irlanda i la seva aparença física. En 1600, la majoria de l'illa estava coberta per boscos espessos i pantans. Una gran part de la població vivia en petits poblats, i molts migraven segons l'estació a pastures més fresques per al seu bestiar. Al voltant de 1700, els boscos irlandesos havien estat delmats, a causa de la intensa explotació dels nous colons amb la finalitat d'establir empreses comercials com la construcció de vaixells. Moltes espècies natives com els llops, van ser caçades fins a la seva extinció. La població de colons vivia en ciutats i pobles permanents, a pesar que els camperols irlandesos mantenien les seves pràctiques tradicionals. A més, la majoria d'Irlanda ara estava integrada sota una economia de mercat, a pesar que moltes de les classes més pobres no tenien accés als diners, i encara pagaven les seves rendes amb pagaments en espècies o amb serveis.